# 김예림 (성우)
김예림(1994년 11월 3일 ~ )은 한국의 여자 성우이다. 2018년 대원방송 9기 공채 성우로 입사했다. 대원방송 성우극회 소속.

## 출연 작품

### 애니메이션
- 극장판 도라에몽: 진구의 달 탐사기 - 루카
- 라디앙 - 미스멜바, 리셀로테, 타지
- 내 마음은 무지 (투니버스)
- 블랙 클로버 - 도미난테
- 소공녀 세라 - 라비니아, 로티, 일라이자
- 외계인 아고 - 엄마
- 원피스 - 레오
- 원피스 스탬피드 - 킨데렐라
- 졸리와 포키 수상한 가족 - 에드워드
- 탑건 스피너 - 브라이언
- 호빵맨
- Go! 프린세스 프리큐어 - 조이랑, 스톱
- 마법사 프리큐어! - 구르미
- 포켓몬스터 W (투니버스) - 화미
- 프라우드 패밀리: 라우더 앤 프라우더 (디즈니+) - 페니 프라우드
- 배드 가이즈 - 티파니 플러핏
- 스트레인지 월드 - 펄크
- 엘리멘탈 - 택배 배달원
- 모아나 2

### KBS
- 지구의 주인은 고양이다 (KBS) - 치치

- 니니 뭐하니? - 샌디, 팡, 마마루(니니와 디노 어머니), 올리(담임교사)
- 반짝반짝 캐치! 티니핑 - 소원핑

### KBS 키즈
- 마계학교! 이루마군 - 케로리
- 마계학교! 이루마군 2 - 케로리
- 마계학교! 이루마군 3 - 케로리, 베파르

### 특촬 실사 드라마 더빙
- 가면라이더 빌드
- 파워레인저 다이노소울 - 클레온
- 파워레인저 루팡포스 VS 패트롤포스 - 짐 카터
- 가면라이더 지오 - 셀레네

### 게임
- 쿠키런: 킹덤 - 퓨어바닐라 쿠키
- 던전 앤 파이터 - 주디 링우드
- 소울워커 - 다나 오피니